# Бутпей (Мен)
Бутпей (англ. Boothbay) — місто (англ. town) в США, в окрузі Лінкольн штату Мен. Населення — 3003 особи (2020).

## Демографія
Згідно з переписом 2010 року, у місті мешкало 3120 осіб у 1386 домогосподарствах у складі 963 родин. Було 2474 помешкання
Расовий склад населення:
| - 98,0 % — білих - 0,4 % — чорних або афроамериканців - 0,4 % — азіатів - 0,3 % — корінних американців |

До двох чи більше рас належало 0,8 %. Частка іспаномовних становила 0,5 % від усіх жителів.
За віковим діапазоном населення розподілялося таким чином: 17,2 % — особи молодші 18 років, 57,9 % — особи у віці 18—64 років, 24,9 % — особи у віці 65 років та старші. Медіана віку мешканця становила 51,7 року. На 100 осіб жіночої статі у місті припадало 97,2 чоловіків;  на 100 жінок у віці від 18 років та старших — 93,6 чоловіків також старших 18 років.
Середній дохід на одне домашнє господарство  становив 89 147 доларів США (медіана — 62 041), а середній дохід на одну сім'ю — 101 035 доларів (медіана — 72 745). Медіана доходів становила 50 914 долари для чоловіків та 35 714 долари для жінок. За межею бідності перебувало 6,3 % осіб, у тому числі 24,9 % дітей у віці до 18 років та 3,8 % осіб у віці 65 років та старших.
Цивільне працевлаштоване населення становило 1614 осіб. Основні галузі зайнятості: освіта, охорона здоров'я та соціальна допомога — 20,0 %, будівництво — 12,7 %, роздрібна торгівля — 12,1 %.